# Альфред Білик
Альфред Білик (пол. Alfred Biłyk; 25 вересня 1889, Львів — 19 вересня 1939, Мукачеве) — польський військовик, громадський діяч, урядник Другої Польської республіки, останній очільник Львівського воєводства (з 30 квітня 1937 по 17 вересня 1939). Приятель Едварда Ридза-Сміглого.

## Життєпис
Народився 25 вересня 1889 року у м. Львові (Королівство Галичини та Володимирії, Австро-Угорщина, нині Україна). Його батьки поховані на Бережанському цвинтарі (могила збереглась).
Випускник Бережанської гімназії, під час навчання в якій став приятелем Едварда Ридза-Сміглого. Після гімназії закінчив Львівський університет. Член польського товариства «Związek Strzelecki» (читається Звйонзек Стшелєцкі).
З 1908 року працював у польській організації «Звйонзек валькі чинней» під керівництвом Едварда Ридза-Сміглого. У 1910—1911 роках проходив однорічну строкову службу у війську Австро-Угорщини. Після її завершення повернувся до Бережан, де працював президентом і комендантом товариства «Związek Strzelecki». 1911 року Юзеф Пілсудський нагородив його офіцерською відзнакою.
Після початку першої світової війни мобілізований до лав війська Австро-Угорщини, однак у грудні 1914 року за завданням Ю. Пілсудського перейшов до лав Польських легіонів, в складі Першої бригади яких воював на Підгаллі.
11 листопада 1918 року командував роззброєнням окупаційних військ у м. Лодзь. Був комендантом цього міста до 21 жовтня 1921 року (спочатку в ранзі поручника, потім — майора). Після цього подав у відставку (зарахований до кадрового резерву), відкрив у Лодзі адвокатську канцелярію, брав активну участь у громадському житті.
10 липня 1936 року призначений на посаду тернопільського воєводи. Після цього був призначений львівським воєводою (попередник Владислав Беліна-Пражмовський (пол. Władysław Belina-Prażmowski), 17 квітня 1937 мав офіційно приступити до виконання своїх посадових обов'язків.
18 вересня 1939 року прем'єр-міністр та міністр внутрішніх справ Польщі Феліціян Славой Складковський видав наказ, за яким А. Білик вирушив до Кутів, де перебував польський уряд.
Помер 19 вересня 1939 року в м. Мукачеве, вчинивши самогубство (застрелився). Написав заповіт, який донині зберігається в Інституті Сікорського в Лондоні.